# آتشفشان ایگنیمبریت کامپانیا
آتشفشان ایگنیمبریت کامپانیا (انگلیسی: Campanian Ignimbrite eruption)ریال یک فوران آتشفشانی بزرگ در دریای مدیترانه در اواخر کواترنری، طبقه‌بندی شده ۷ نمایه انفجارپذیری فوران آتشفشانی بود.